# نزلة العارين
قرية نزلة العرين هي إحدى القرى التابعة لمركز أبو كبير في محافظة الشرقية في جمهورية مصر العربية. حسب إحصاءات سنة 2006، بلغ إجمالي السكان في نزلة العرين 9438 نسمة، منهم 4866 رجل و4572 امرأة.